# Ružindol

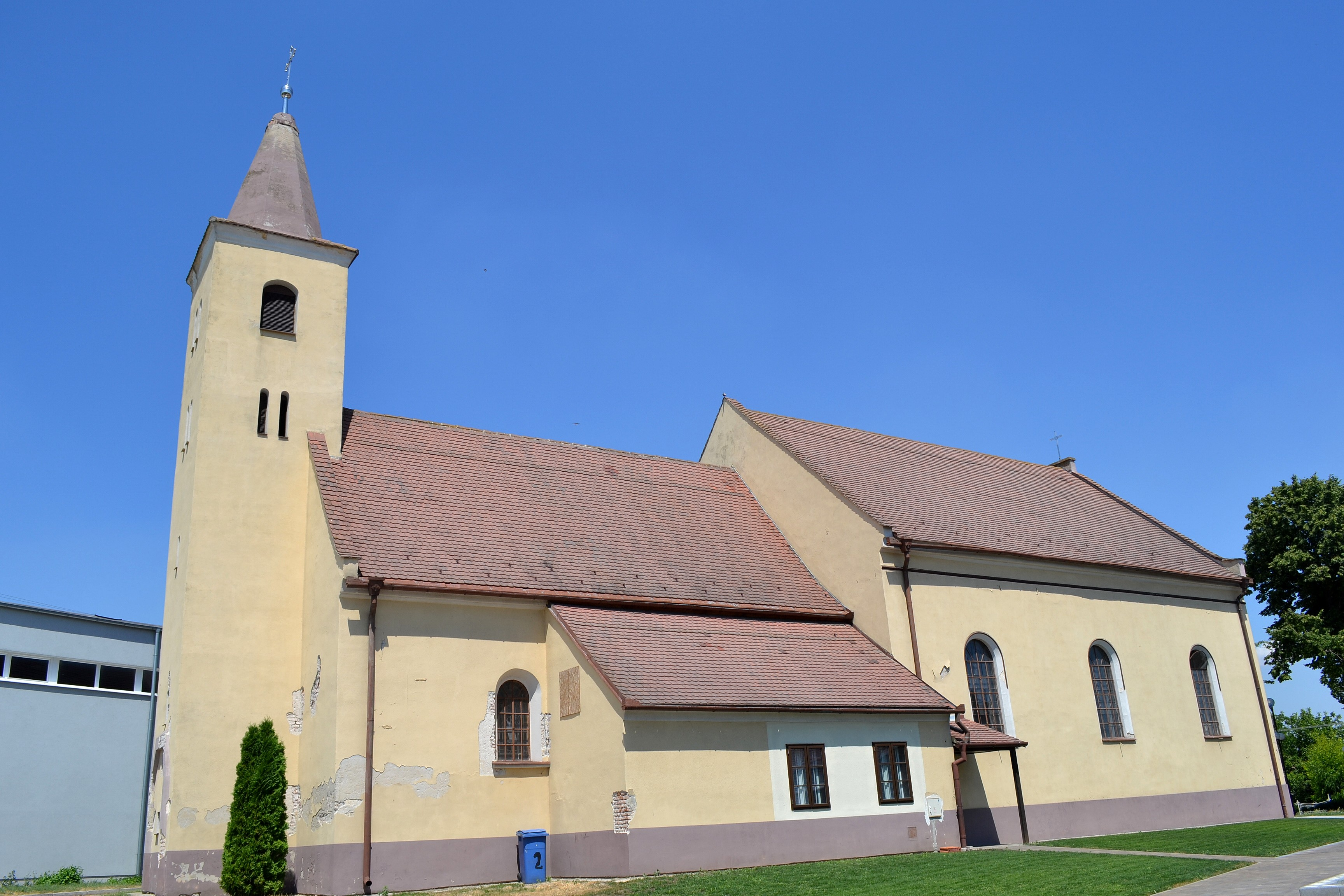
Kirche

Ružindol (slowakisch 1927–48 „Rožindol“ – bis 1927 „Rošindol“; deutsch Rosenthal, ungarisch Rózsavölgy – bis 1882 Rosindol, lateinisch Vallis Rosarum) ist ein Ort und eine Gemeinde im Okres Trnava des Trnavský kraj in der westlichen Slowakei. Die Zahl der Einwohner belief sich per 31. Dezember 2009 auf 1468 Personen.

## Geographie
Die Gemeinde liegt in der Trnavská pahorkatina („Tyrnauer Hügelland“) und damit im Donauhügelland südöstlich der Kleinen Karpaten, acht Kilometer westlich der Stadt Trnava und fünfzehn Kilometer östlich von Modra.

## Geschichte
Der Ort wurde zum ersten Mal 1215 schriftlich erwähnt.

## Bevölkerung
| Jahr                | 1994 | 2004    | 2014     | 2024    |
| ------------------- | ---- | ------- | -------- | ------- |
| Anzahl der Personen | 1206 | 1292    | 1603     | 1726    |
| Unterschied         |      | +7,13 % | +24,07 % | +7,67 % |

| Jahr                | 2023 | 2024    |
| ------------------- | ---- | ------- |
| Anzahl der Personen | 1746 | 1726    |
| Unterschied         |      | −1,14 % |